# Victor Gabriel
Victor Gabriel da Conceição Ribeiro (Tuntum, 28 aprile 2004) è un calciatore brasiliano, difensore dell'Internacional.

## Caratteristiche tecniche
Nato come terzino sinistro, all'Internacional si è affermato come difensore centrale.

## Carriera

### Club
Cresciuto nel settore giovanile dello Sport Recife, ha debuttato in prima squadra il 24 febbraio 2021 nell'incontro del Campionato Pernambucano vinto 3-1 contro il Vera Cruz; il 25 giugno seguente ha esordito anche in Série A nella trasferta persa 2-1 contro il Corinthians.
Il 19 aprile 2024 è stato ceduto in prestito all'Internacional, che lo ha inizialmente aggregato alla propria formazione Under-20. Riscattato al termine della stagione, nel 2025 è stato promosso in prima squadra dove ha segnato il suo primo gol fra i professionisti il 22 gennaio, all'esordio assoluto con i biancorossi, contro il Guarany de Bagé nel Campionato Gaúcho.

## Statistiche

### Presenze e reti nei club
Statistiche aggiornate al 20 luglio 2025.
| Stagione            | Squadra             | Campionato          | Campionato | Campionato | Coppe nazionali | Coppe nazionali | Coppe nazionali | Coppe continentali | Coppe continentali | Coppe continentali | Altre coppe | Altre coppe | Altre coppe | Totale | Totale | Totale |
| Stagione            | Squadra             | Comp                | Pres       | Reti       | Comp            | Pres            | Reti            | Comp               | Pres               | Reti               | Comp        | Pres        | Reti        | Pres   | Reti   |        |
| ------------------- | ------------------- | ------------------- | ---------- | ---------- | --------------- | --------------- | --------------- | ------------------ | ------------------ | ------------------ | ----------- | ----------- | ----------- | ------ | ------ | ------ |
| 2021                | Sport Recife        | A1/PE+A             | 1+1        | 0          | CB              | 0               | 0               | -                  | -                  | -                  | CdN         | 1           | 0           | 3      | 0      |        |
| 2022                | Sport Recife        | A1/PE+B             | 3+0        | 0          | CB              | 0               | 0               | -                  | -                  | -                  | CdN         | 0           | 0           | 3      | 0      |        |
| 2023                | Sport Recife        | A1/PE+B             | 0+4        | 0          | CB              | 0               | 0               | -                  | -                  | -                  | CdN         | 0           | 0           | 4      | 0      |        |
| Totale Sport Recife | Totale Sport Recife | Totale Sport Recife | 9          | 0          |                 | 0               | 0               |                    | -                  | -                  |             | 1           | 0           | 10     | 0      |        |
| 2025                | Internacional       | PD/RS+A             | 12+5       | 1+2        | CB              | 2               | 0               | CL                 | 3                  | 0                  | -           | -           | -           | 22     | 3      |        |
| Totale carriera     | Totale carriera     | Totale carriera     | 26         | 3          |                 | 2               | 0               |                    | 3                  | 0                  |             | 1           | 0           | 32     | 3      |        |

## Palmarès

### Club

#### Competizioni statali
- Campionato Gaúcho: 1

Internacional: 2025